# 舒瓦茲休閒中心
舒瓦茲休閒中心（德語：Schwarzl Freizeitzentrum）是位於奧地利格拉茨的一個室內場地，可容納5000名觀眾。此場地可用於進行各種球類運動如網球、籃球。

## 外部連結
- 舒瓦茲休閒中心官方網站 （页面存档备份，存于）